# UFC on Fox: Shogun vs. Vera
UFC on Fox: Shogun vs. Vera è stato un evento di arti marziali miste organizzato dalla Ultimate Fighting Championship che si è tenuto il 4 agosto 2012 allo Staples Center di Los Angeles, Stati Uniti.

## Retroscena
Come molte altre card di quell'anno anche questa venne ripetutamente cambiata a causa dei molti infortuni capitati agli atleti:
- Phil Davis avrebbe dovuto affrontare Chad Griggs, ma quest'ultimo s'infortunò e venne sostituito dall'esordiente Wagner Prado;
- il main match della serata doveva essere la sfida tra Brian Stann ed Hector Lombard, ma il lottatore statunitense subì un infortunio e Lombard combatté in un altro evento;
- Josh Grispi doveva affrontare Pablo Garza, ma alla fine si optò per una sfida contro Rani Yahya;
- Joe Lauzon avrebbe dovuto vedersela con Terry Etim, ed invece venne abbinato a Jamie Varner;
- un incontro tra Matt Mitrione e Rob Broughton venne cancellato per problemi personali di quest'ultimo;
- la sfida tra Travis Browne e Ben Rothwell saltò per un infortunio capitato a Rothwell.

Inizialmente Dana White dichiarò che il vincitore dell'evento principale Mauricio Rua contro Brandon Vera avrebbe affrontato il vincitore della sfida per il titolo dei pesi mediomassimi tra Jon Jones e Dan Henderson, ma causa la reazione sconcertata di molti fan delle MMA successivamente White cambiò idea e affermò che la title shot sarebbe spettata a chi avrebbe meglio impressionato tra Rua, Vera, Lyoto Machida e Ryan Bader: il ruolo di contendente al titolo andò a Machida.

## Risultati

### Card preliminare
- Incontro categoria Pesi Mosca:  Ulysses Gomez contro  John Moraga

Moraga sconfisse Gomez per KO (pugni) a 3:46 del primo round.
- Incontro categoria Pesi Piuma:  Manvel Gamburyan contro  Michihiro Omigawa

Gamburyan sconfisse Omigawa per decisione unanime (29-28, 29-28, 30-27).
- Incontro categoria Pesi Massimi:  Phil De Fries contro  Oli Thompson

De Fries sconfisse Thompson per sottomissione (strangolamento da dietro) a 4:16 del secondo round.
- Incontro categoria Pesi Piuma:  Josh Grispi contro  Rani Yahya

Yahya sconfisse Grispi per sottomissione (strangolamento nord-sud) a 3:15 del primo round.
- Incontro categoria Pesi Mediomassimi:  Phil Davis contro  Wagner Prado

L'incontro tra Davis e Prado termino' in un No Contest in quanto Davis colpì accidentalmente Prado in un occhio a 1:28 del primo round.
- Incontro categoria Pesi Piuma:  Cole Miller contro  Nam Phan

Phan sconfisse Miller per decisione divisa (29-28, 28-29, 29-28).

### Card principale
- Incontro categoria Pesi Welter:  Mike Swick contro  DaMarques Johnson

Swick sconfisse Johnson per KO (pugni) a 1:20 del secondo round.
- Incontro categoria Pesi Leggeri:  Joe Lauzon contro  Jamie Varner

Lauzon sconfisse Varner per sottomissione (strangolamento triangolare) a 2:44 del terzo round.
- Incontro categoria Pesi Mediomassimi:  Lyoto Machida contro  Ryan Bader

Machida sconfisse Bader per KO (pugno) a 1:32 del secondo round.
- Incontro categoria Pesi Mediomassimi:  Mauricio Rua contro  Brandon Vera

Rua sconfisse Vera per KO (pugni) a 4:09 del quarto round.

## Premi
I seguenti lottatori sono stati premiati con un bonus di 50.000 dollari:
- Fight of the Night:  Joe Lauzon contro  Jamie Varner
- Knockout of the Night:  Mike Swick
- Submission of the Night:  Joe Lauzon